# Sydney Ringer
Sydney Ringer (Norwich, Lastingham, 1835 – 14 de octubre de 1910) fue un farmacólogo y fisiólogo inglés, conocido por inventar la solución que lleva su nombre: la solución de Ringer.
Nacido en Norwich, su padre murió cuando él era pequeño y su hermano menor, Frederick, había creado en Nagasaki, Japón, una compañía, Holme, Ringer & Co; por cuyo éxito comercial fue apodado "El Rey de Nagasaki". 
La carrera de Ringer tuvo lugar en el University College Hospital de Londres, donde ingresó en 1854. Se graduó en 1860 convirtiéndose en el oficial médico del Hospital Médico Universitario de 1861 a 1862 y miembro de la Royal Society.

## Investigación Científica
La solución de Ringer, entre 1882-1885, se determinó que una solución perfundiendo el corazón de una rana debe contener sales de sodio, potasio y calcio en una proporción definida si el corazón tiene que ser mantenido latiendo por mucho tiempo. La solución de Ringer con frecuencia se utiliza en medicina humana en forma de solución de Ringer lactato.
La Solución de Ringer normalmente contiene cloruro de sodio, cloruro de potasio, cloruro de calcio y bicarbonato de sodio, el último utilizado para equilibrar el pH. Otras adiciones pueden incluir fuentes de combustible químico para las células, incluyendo ATP y dextrosa, así como antibióticos y antifúngicos con el fin de crear una solución isotónica en relación con los fluidos corporales de un animal.

## Preparación
Para producir una solución isotónica estándar 6,5 g de NaCl, 0,42 g KCl, 0,25 g CaCl2 y 1 mol de bicarbonato de sodio se disuelve en un litro de agua destilada.